# Romanian Wolves
Maillots
Actualités
Les Romanian Wolves (anciennement Bucharest Wolves, en roumain : Lupii București) est une franchise roumaine créée en 2004 afin de réunir les meilleurs joueurs du pays et disputer  le Challenge européen dans le but de les confronter aux meilleures équipes du continent et ainsi leur faire acquérir l'expérience du haut niveau.

## Histoire
La franchise est créée en 2004 par la Fédération roumaine de rugby à XV, avec pour objectif de développer le rugby roumain.
Après avoir participé au Bouclier européen en 2004, la franchise des Bucharest Wolves joue son premier match de Challenge européen lors de la saison 2005-2006 et débute par une courte défaite à domicile contre Toulon (16-20). Lors de cette première campagne européenne, elle subira la plus large défaite de son histoire sur le terrain de Gloucester Rugby (2e journée, 106-3).
En 2022, après plusieurs années d'inactivités au haut niveau européen, la franchise refait surface sous le nom de Romanian Wolves. Sa participation à la Super Cup, compétition organisée par Rugby Europe et rassemblant divers clubs européens, est actée pour la saison 2022-2023.

## Identité visuelle

### Logo

Évolution du logo
Ancien logo.
Logo instauré en 2022.

## Statistiques
- Challenge européen:
  - Saison 2005-2006 : 1 victoire, 5 défaites (3e, 5 pts)
  - Saison 2006-2007 : 1 victoire, 5 défaites (3e, 8 pts)
  - Saison 2007-2008 : 2 victoires, 1 nul, 3 défaites (3e, 10 pts)
  - Saison 2008-2009 : 1 victoire, 5 défaites (4e, 5 pts)
  - Saison 2009-2010 : 1 victoire, 5 défaites (4e, 7 pts)
  - Saison 2010-2011 : 1 victoire, 5 défaites (4e, 5 pts)
  - Saison 2011-2012 : 2 victoires, 4 défaites (3e, 10 pts)
  - Saison 2012-2013 : 2 victoires, 4 défaites (3e, 9 pts)
  - Saison 2013-2014 : 2 victoires, 4 défaites (3e, 10 pts)
- Rugby Europe Super Cup :
  - Saison 2022 : 1 victoire, 5 défaites, (3e de sa poule, 5 pts, non qualifié pour la phase finale)

## Liste des entraîneurs
- 2004-2009 : Marin Moț
- 2013-2015 :  Lynn Howells
- 2022 : Marius Tincu
- 2024- :  David Gérard